# Морте, Альваро
А́льваро Анто́нио Гарси́я (исп. Álvaro Antonio García; род. 23 февраля 1975, Альхесирас, Кадис, Испания) — испанский актёр кино и телевидения более известный под псевдонимом Альваро Морте.

## Биография
Альваро Антонио Гарсия родился и вырос в городе Альхесирас на юге Испании. Он начал свою карьеру с небольшой роли в сериале «Центральная больница», после этого также играл в сериалах «25 этаж», «Любовь во времена переворотов» и «Тайна старого моста». В 2017 году сыграл роль Серхио «Профессора» Маркина в сериале «Бумажный дом». За эту роль в 2018 году он был номинирован на премию «Ферос» а в 2019 году получил премию «Ирис». Сериал изначально был показан на канале Antena 3, но получил всемирную популярность после того, как был приобретен Netflix.

## Личная жизнь
Жена — известный стилист, актриса и продюсер Бланка Клементе. Пара воспитывает двух близнецов, Леона и Джульетту (Гарев) . Семья проживает в Мадриде. Альваро освещает некоторые подробности личной жизни в своем Инстаграме .

## Фильмография
| Год       |   | Русское название              | Оригинальное название      | Роль                                            |
| --------- | - | ----------------------------- | -------------------------- | ----------------------------------------------- |
| 2012      | с | Изабелла                      | Isabel                     | Солдат Хирона                                   |
| 2014      | с | Любовь во времена переворотов | Amar en tiempos revueltos  | Габриель Арета                                  |
| 2014—2017 | с | Тайна старого моста           | El secreto de Puente Viejo | Лукас Молинер                                   |
| 2017      | с | Бумажный дом                  | La casa de papel           | Серхио Маркина / Сальвадор Мартин / «Профессор» |
| 2018      | ф | Во время грозы                | Durante la tormenta        | Давид Ортис                                     |
| 2019      | с | Причал                        | El embarcadero             | Оскар                                           |
| 2020      | с | Голова                        | The Head                   | Рамон                                           |
| 2021      | с | Колесо времени                | The Wheel of Time          | Логайн Аблар / Logain Ablar                     |
| 2022      | с | Магеллан. Повелитель морей    | Sin límites                | Хуан Себастьян Элькано                          |
| 2022      | ф | Хранитель тайн                | Objetos                    | Марио                                           |
| 2024      | ф | Омен. Непорочная              | Immaculate                 | Отец Сэл Тедески                                |